# فنزويلا في الألعاب الأولمبية
فنزويلا في الألعاب الأولمبية تقوم اللجنة الأولمبية الفنزويلية بالإشراف في شؤون مشاركات فنزويلا في الألعاب الأولمبية، أول مشاركة لفنزويلا في الألعاب الأولمبية كانت في دورة 1948 في لندن في بريطانيا العظمى ،وقد تمكنت فنزويلا حتى الآن من الفوز ب12 ميدالية وهي ميداليتان ذهبيتان وميداليتان فضيتان و8 برونزيات. أكثر الرياضات التي تنافس فيها فنزويلا هي الملاكمة وثم التايكواندو و المبارزة و ألعاب القوى و الرماية و السباحة و رفع الأثقال.